# Cividate Camuno
Cividate Camuno (Siidà, Saedà oppure Hiidà in dialetto camuno) è un comune italiano di 2 662 abitanti, della Val Camonica, provincia di Brescia in Lombardia.
È attraversato dalla strada statale 42 del Tonale e della Mendola e possiede una stazione ferroviaria della linea Brescia-Iseo-Edolo.

## Geografia fisica

### Territorio
Situato nella media Val Camonica, sorge sulle rive del fiume Oglio, su una pianura delimitata da uno sperone roccioso che lo delimita dai comuni di Breno e Bienno. È il comune con il territorio meno esteso della Provincia di Brescia.
Verso sud è presente un'estesa pianura, denominata Prada o Colture.
Ad oriente possiede parte del Parco del Barberino.

### Clima
I dati provenienti dalla stazione meteorologica di Breno indicano, in base alla media trentennale di riferimento 1961-1990, che la temperatura media del mese più freddo, gennaio, si attesta a −1,0 °C, mentre quella del mese più caldo, luglio, è di 20,5 °C.
| BRENO              | Mesi | Mesi | Mesi | Mesi | Mesi | Mesi | Mesi | Mesi | Mesi | Mesi | Mesi | Mesi | Stagioni | Stagioni | Stagioni | Stagioni | Anno |
| BRENO              | Gen  | Feb  | Mar  | Apr  | Mag  | Giu  | Lug  | Ago  | Set  | Ott  | Nov  | Dic  | Inv      | Pri      | Est      | Aut      | Anno |
| ------------------ | ---- | ---- | ---- | ---- | ---- | ---- | ---- | ---- | ---- | ---- | ---- | ---- | -------- | -------- | -------- | -------- | ---- |
| T. max. media (°C) | 3,8  | 7,1  | 10,4 | 14,8 | 19,1 | 23,0 | 26,4 | 25,3 | 21,9 | 15,8 | 10,3 | 5,6  | 5,5      | 14,8     | 24,9     | 16,0     | 15,3 |
| T. min. media (°C) | −5,8 | −3,4 | 0,0  | 3,9  | 8,1  | 12,1 | 14,5 | 14,1 | 10,6 | 5,7  | 0,9  | −3,5 | −4,2     | 4,0      | 13,6     | 5,7      | 4,8  |

## Storia

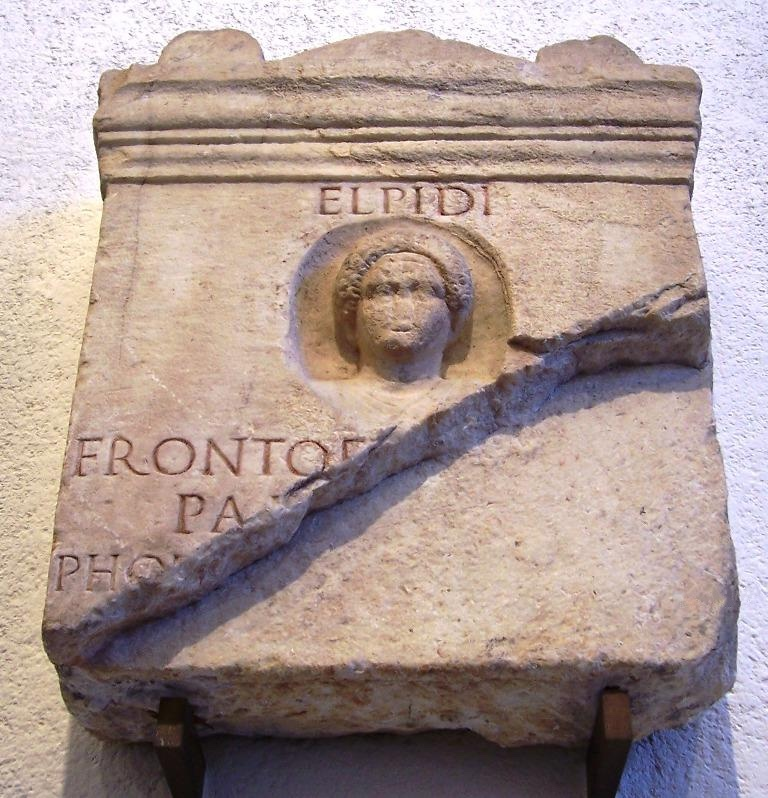
Stele di Cividate Camuno (Museo civico archeologico di Bergamo)

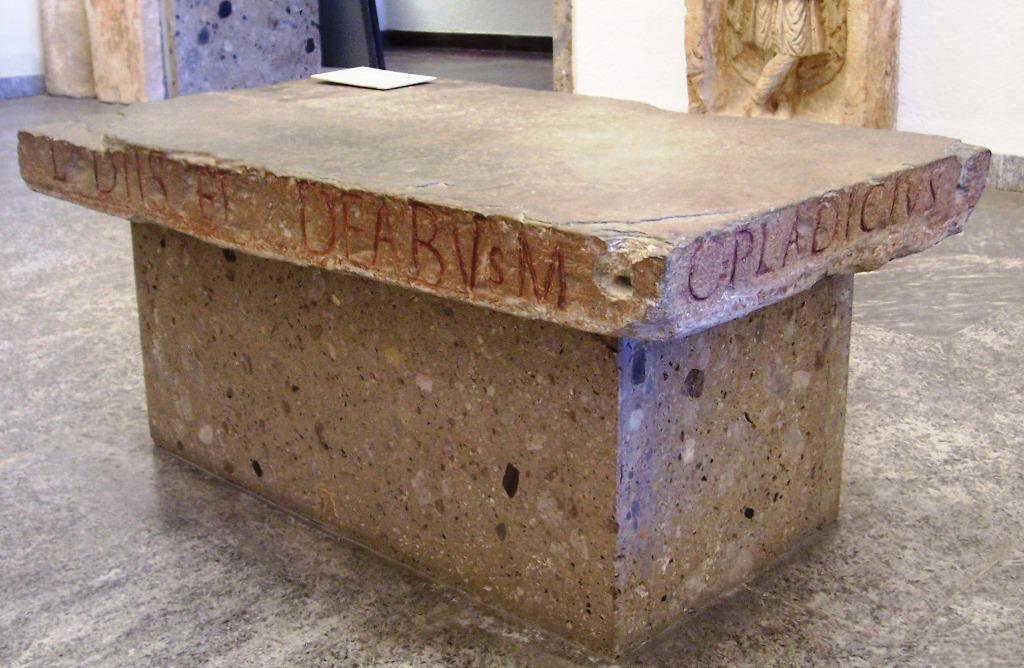
Tavola di Cividate Camuno (Museo civico archeologico di Bergamo)

Città romana, è sorta su un precedente luogo abitato dell'età del ferro; nel medioevo è nominata come Civethate.
Nel XII secolo era sede di un gastaldo vescovile, forse espressione delle potenti famiglie degli Avogadro e dei Sala.
Lunedì 13 aprile 1299 Cazoino da Capriolo, camerario del vescovo di Brescia Berardo Maggi, si trasferisce a Civitate dopo aver visitato i territori delle pievi di Edolo e Cemmo per continuare la stesura dei beni vescovili in Val Camonica. Il rettore è Guidone da Berzo, il presbitero Girardo, che giurano secondo la formula consueta fedeltà al vescovo, e pagano la decima dovuta. Si segnala che la decima per metà andava al vescovo, per metà alla famiglia Da Palazzo, mentre il ponte sul fiume Oglio doveva essere mantenuto in comunità con Borno, Malegno ed Esine; Lozio e Berzo dovevano fornire invece un pilone a testa (subligam).
Nel 1364 Cividate avvia un contenzioso contro le comunità di Borno, Esine, Plemo e Lozio poiché le comunità non avevano rispettato il patto per le forniture delle sublighe del ponte che attraversava l'Oglio.
Nel 1415 Comincino Federici infeudava Cividate.
Nel 1537 viene ricostruito il ponte caduto a causa di un'alluvione. Crollerà nuovamente nel 1700, determinando la morte per annegamento di due persone.
Nel 1871 venne sostituito da una gettata in muratura, andata distrutta e ricostruita in seguito all'inondazione del 1960.
Tra il 1863 ed il 1887 Cividate assume il nome di "Cividate Alpino", ma a causa di confusioni burocratiche il paese assume il nome di "Cividate Camuno" a partire dal 1887.
Il 15 maggio 1918 arriva la 40ª Squadriglia fino al 7 luglio.
Sempre nel maggio 1918 arriva una sezione della 74ª Squadriglia che resta fino al 1º novembre.
Il 17 luglio 1918 arriva la 113ª Squadriglia che rimane fino alla fine della prima guerra mondiale.
Nell'agosto 1918 arriva il XX Gruppo (poi 20º Gruppo) che rimane fino al 1º dicembre.
Tra il 1928 ed il 1947 Cividate viene unita a Malegno nel comune di Cividate Malegno.

### Antichi Originari
Gli Antichi Originari erano, al tempo delle vicinie, i capifuoco delle famiglie native del paese: essi erano gli unici che avevano il potere di deliberare nei consigli, mentre i nobili, gli ecclesiastici e gli stranieri (anche se residenti da diverse generazioni nel paese) ne erano esclusi. I cognomi degli Originari di Cividate, riportati nei registri della vicinia, erano:
- Malaguzzi
- Laffranchini
- Cominotti
- Damioli
- Ercoli
- Bonafini
- Tovini
- Troletti

### Feudatari locali
Famiglie che hanno ottenuto l'infeudazione vescovile dell'abitato:
| Famiglia   | Stemma | Periodo     |
| Da Palazzo |        | XIII secolo |
| Federici   |        | 1415 - ?    |

### Simboli
Lo stemma è privo di concessione ufficiale ed è liberamente adottato e usato dal Comune.
L'aquila nel primo campo con la scritta Civitas Camunnorum ricorda 
il periodo romano, quando il paese fu capoluogo del territorio dei Camuni; la torre che si erge dalle acque del fiume Oglio rappresenta il periodo 
medioevale, quando Cividate fu il centro del dominio feudale del vescovo di Brescia.
Il gonfalone è un drappo partito di giallo e di rosso.

## Monumenti e luoghi d'interesse

### Architetture religiose
Le chiese di Cividate Camuno sono:

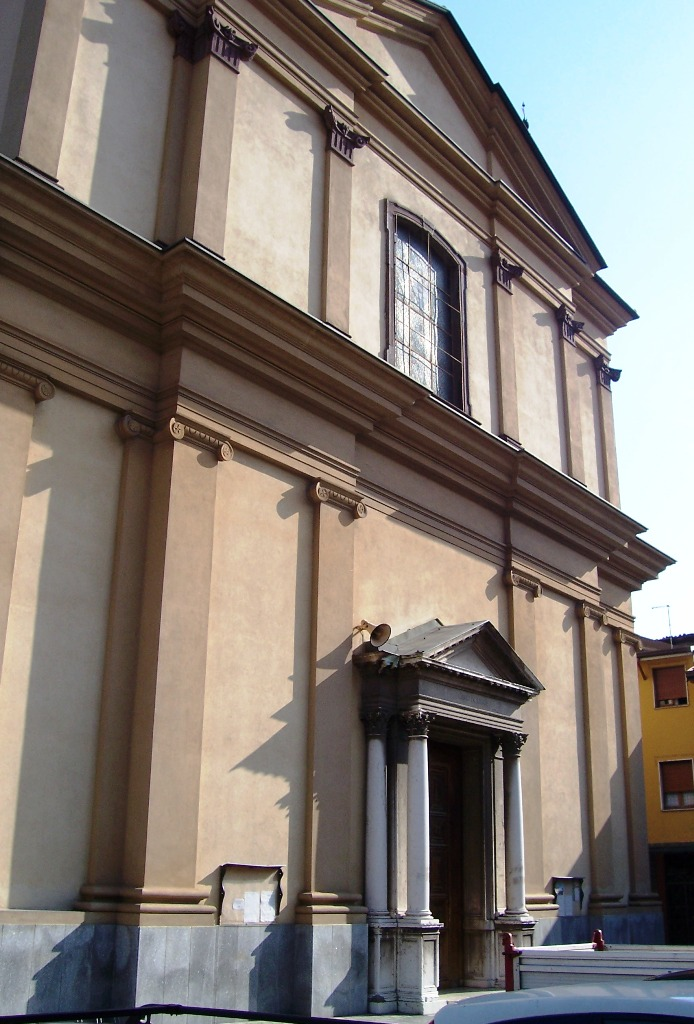
Pieve di Cividate

- Chiesa di Santa Maria Assunta, sorge sull'area della cappella battesimale dedicata a san Giovanni Battista, sostituita dopo il mille dalla pieve romanica. Il portale con trabeazione romana proviene dalla chiesa di Santo Stefano, trasportato qui nel 1761 dall'arciprete Guadagnini. All'interno una tempera di Callisto Piazza raffigurante la Vergine con Bambino ed i santi Stefano, Lorenzo, Giovan Battista e Geroloamo.
- Chiesetta dei Beati Giuseppe Tovini e Mosè Tovini, antistante la chiesa parrocchiale, anni fa era la cappella delle suore e dell'asilo.
- Chiesa di Santo Stefano, domina il paese, vi si accede da una scala con quattro rampe senza altra possibilità d'accostamento (la scala porta la data 1770). Scavi archeologici hanno segnalato elementi precristiani.

### Architetture civili
- Parco del teatro e dell'anfiteatro
- Torre medievale del XII-XIII secolo.
- Portali rinascimentali
- Villa Malaguzzi
- Monumento dei Caduti
- Casa Tovini (ex sede della filiale di Cividate della Banca S. Paolo di Brescia dal 1889 al 1971)

## Società

### Evoluzione demografica
Abitanti censiti

## Cultura

### Musei
- Torre di Cividate Camuno

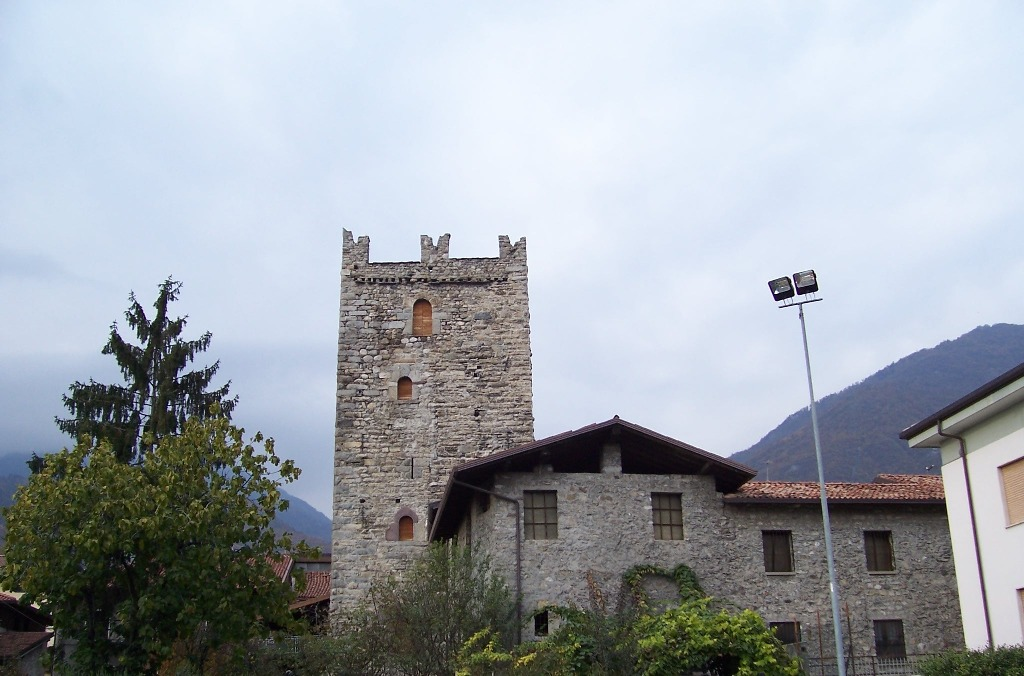
Torre di Cividate Camuno

- Museo archeologico di Valle Camonica
- Parco del teatro e dell'anfiteatro
- Santuario di Minerva (Breno)

## Geografia antropica
Con i suoi 3 km² Cividate è il comune più piccolo della provincia di Brescia.

## Economia

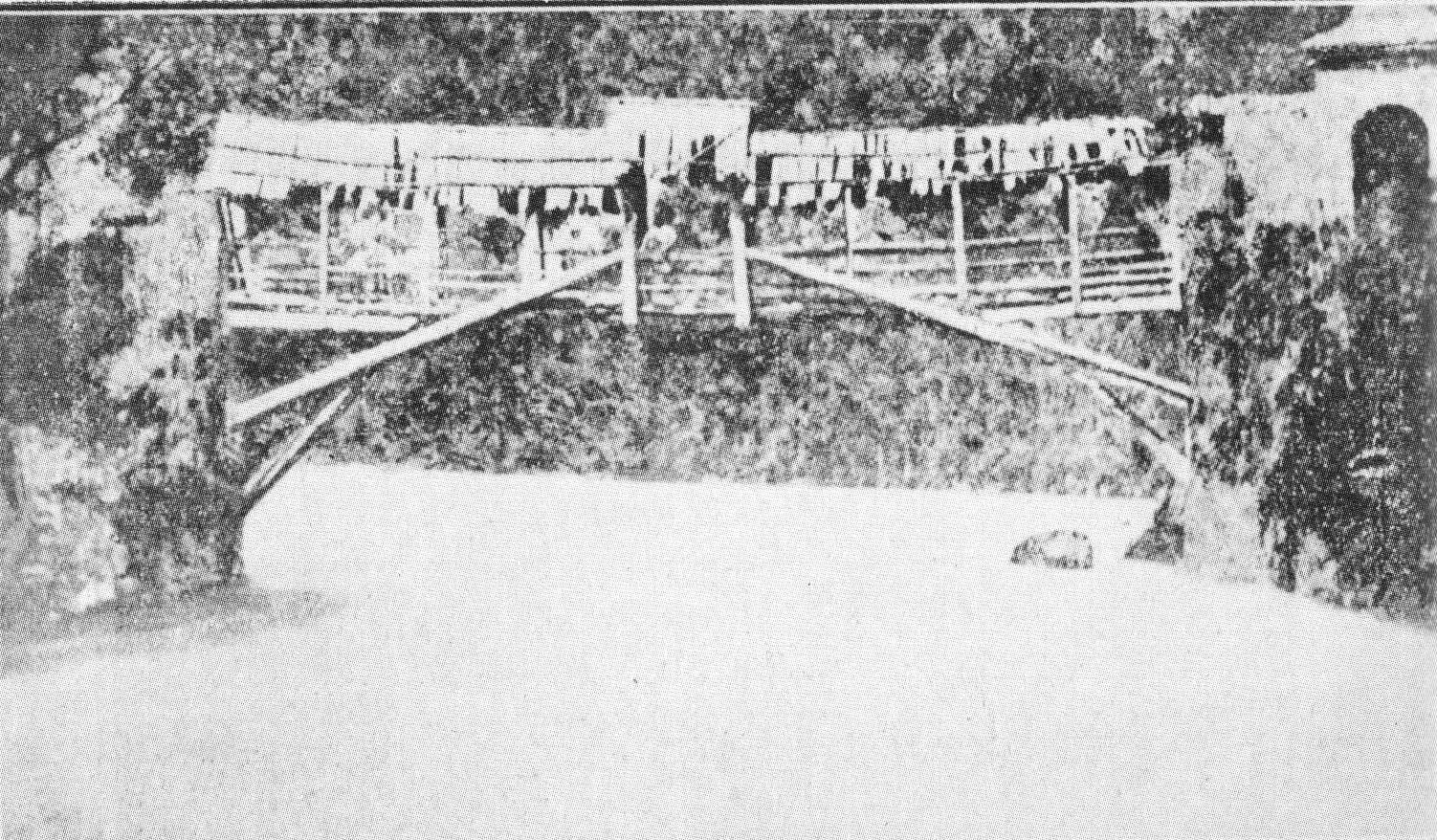
Ponte in legno di Cividate, prima della costruzione di quello in pietra nel 1833

### Turismo
Il nucleo più antico di Cividate è probabilmente sulla collina di S. Stefano, luogo dove probabilmente in epoca romana sorse un capitolium e successivamente un luogo di culto cristiano. A est vi era un ponte sul fiume Oglio, ed in corrispondenza della sponda opposta un ricovero per i viandanti, poi trasformato in convento.

Accanto vi era il foro. Più a ovest il teatro e l'anfiteatro romani.
Questi resti, aggiunti a quelli presenti nel Museo archeologico nazionale della Valle Camonica, situato a Cividate e riaperto a giugno 2021, nella nuova, moderna e ben più ampia sede, indicano come questa città in epoca romana fosse una dotata di servizi e monumenti di un certo rilievo.
Un recente restauro effettuato dalla Soprintendenza ai beni archeologici della Lombardia ha interessato il complesso del teatro e dell'anfiteatro, inserendoli in un parco museale denominato Parco archeologico del teatro e dell'anfiteatro romani di Cividate.
Di epoca romana sono anche la grande statua di Minerva, trovata in prossimità del santuario di Minerva a Breno (Località Spinera), santuario e che affonda le sue origini in epoche precedenti. E quella della statua virile di recente ritrovamento (2004) a Cividate. Entrambe sono conservate del Museo Archeologico.
Oltre ai considerevoli resti romani, vi è da segnalare la Torre Medioevale.

## Infrastrutture e trasporti

### Strade
Esternamente al comune di Cividate Camuno scorre la Strada statale 42 del Tonale e della Mendola.
Uscita Breno sud - Cividate Camuno, Strada statale 345 delle Tre Valli, Malegno, Borno Ossimo.

### Ferrovie e tranvie
Cividate è servita dalla stazione ferroviaria di Cividate-Malegno, posta sulla linea Brescia-Iseo-Edolo.
Fra il 1901 e il 1917 la località costituiva inoltre il capolinea settentrionale della tranvia Lovere-Cividate Camuno, lungo la quale nel 1908 fu istituita la fermata Cividate Ferrovia a servizio della citata stazione.

## Amministrazione
| Periodo        | Periodo        | Primo cittadino        | Partito                                  | Carica  | Note |
| -------------- | -------------- | ---------------------- | ---------------------------------------- | ------- | ---- |
| 14 giugno 2004 | 8 giugno 2009  | Francesco Gelfi        | Lista civica                             | Sindaco |      |
| 8 giugno 2009  | 24 maggio 2014 | Cesare Damiola         | Lista civica "Cividate da vivere"        | Sindaco |      |
| 24 maggio 2014 | 26 maggio 2019 | Cirillo Ballardini     | Lista civica "Cividate. Punto e a capo!" | Sindaco |      |
| 26 maggio 2019 | 10 giugno 2024 | Cirillo Ballardini     | Lista civica "ProgettiAMO Cividate"      | Sindaco |      |
| 10 giugno 2024 | in carica      | Alessandro Francesetti | Lista civica "Cividate che Vorrei"       | Sindaco |      |

### Gemellaggi
Morlaix

## Galleria d'immagini

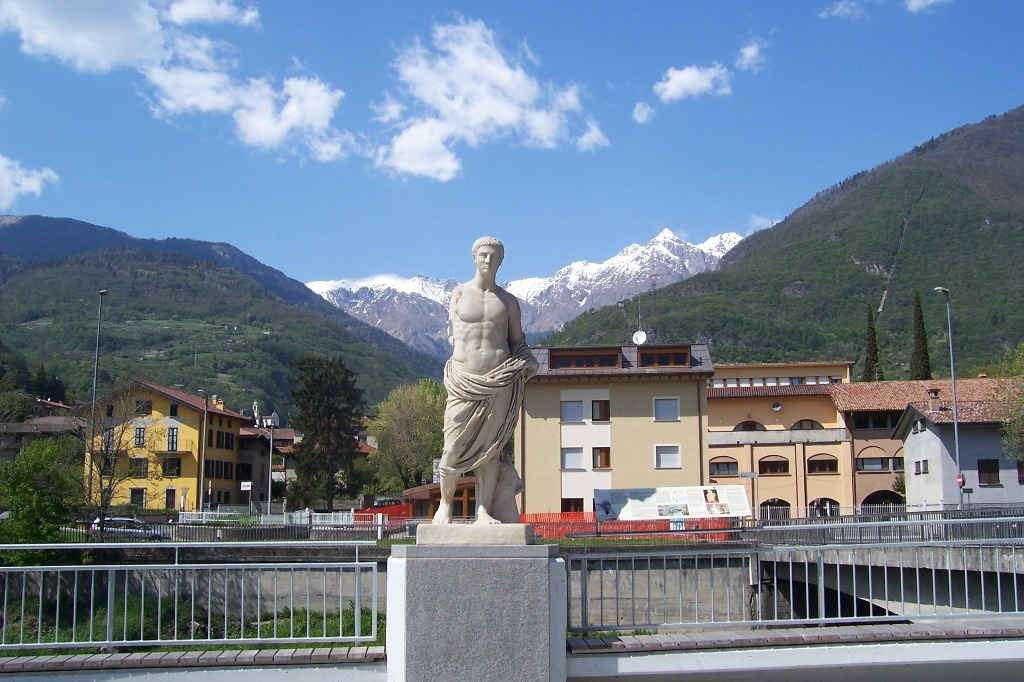
Copia del busto d'imperatore
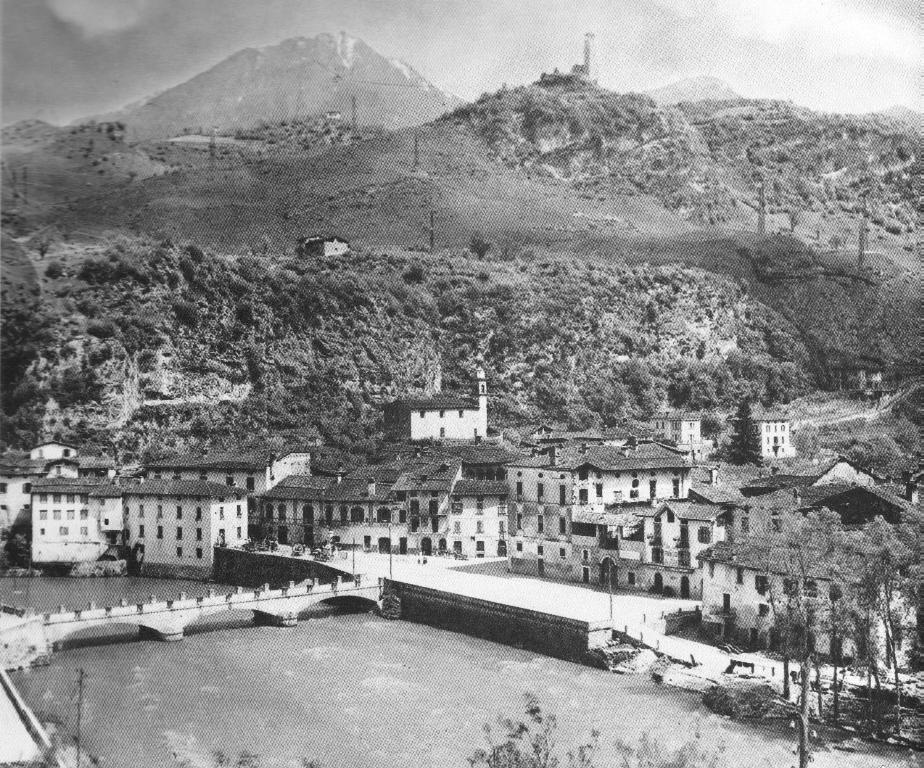
Cividate Camuno nel 1930
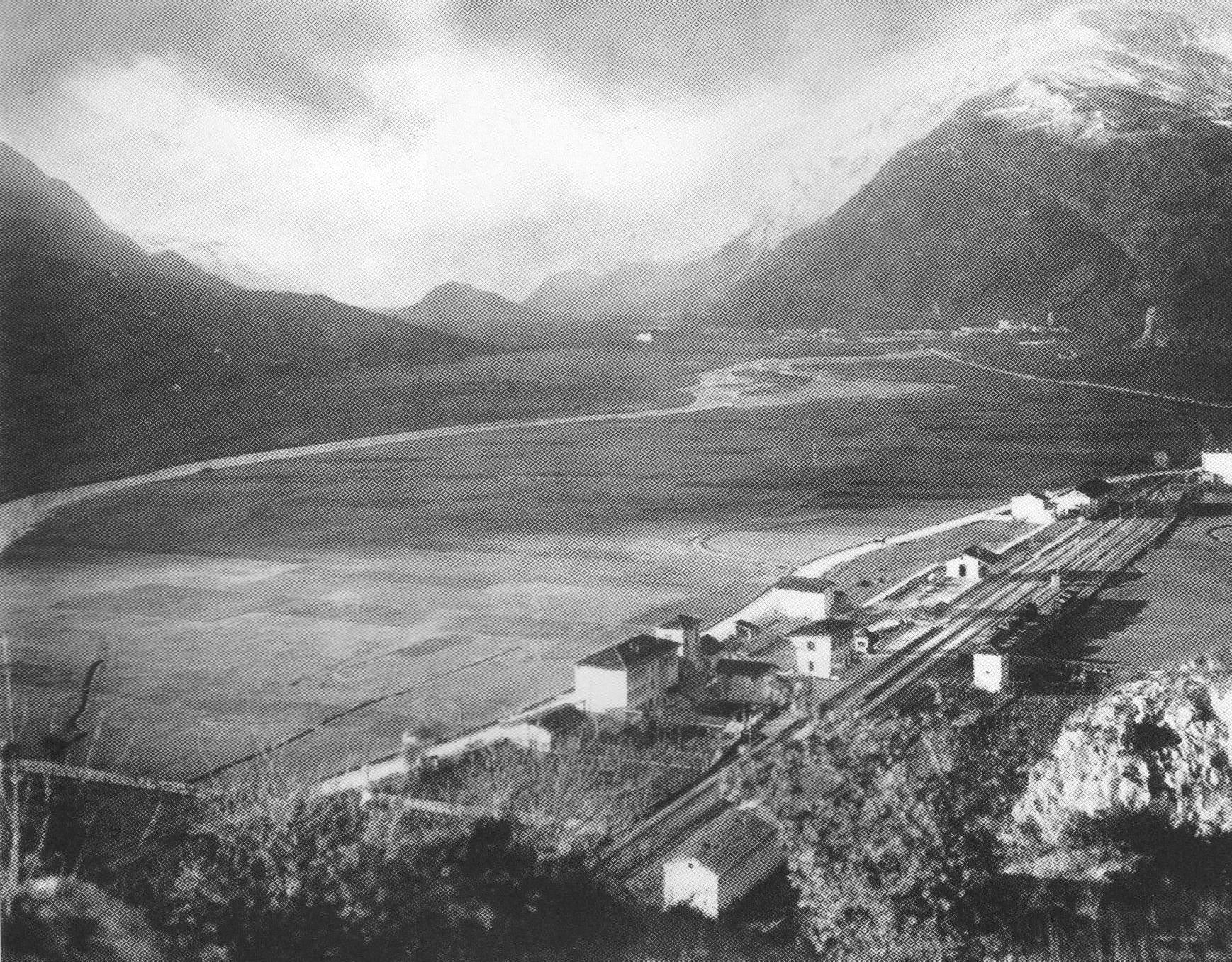
La Prada di Cividate nel 1930